# Friday Bridge
Friday Bridge is een dorp in het Engelse graafschap Cambridgeshire. Het dorp ligt in het district Fenland en telt ca. 1410 inwoners.